# Kronenbussard
Der Kronenbussard (Buteogallus coronatus, Syn.: Harpyia coronata, Harpyhaliaetus coronatus, Urubitinga coronata) ist ein Greifvogel aus der Familie der Habichtartigen, der im östlichen Bolivien, in Paraguay, dem südlichen Brasiliens und dem zentralen Argentinien vorkommt. Der Bestand wird von der IUCN als stark gefährdet (Endangered) eingeschätzt. Die Art gilt als monotypisch.

## Merkmale
Der Kronenbussard erreicht bei einem Gewicht von 2950 g eine Körperlänge von etwa 73 bis 85 cm bei einer Flügelspannweite von 170 bis 183 cm. Das Gefieder erwachsener Tiere ist allgemein aschgrau und am dunkelsten an Oberkopf und Schwanz. Der Oberkopf ist haubenförmig mit langen schwärzlichen Kronenfedern, die schmal und spitz zulaufen. Die Oberschwanzdecken sind schwärzlich mit breiten weißen Spitzen, die Steuerfedern schwarz, mit breitem weißen Mittelband und schmalen weißen Spitzen. Nahe der Schwanzbasis befindet sich ein weiteres weißes Band, das schmaler ist und meist von den Schwanzdecken verdeckt wird. Die Flügeldecken und die Armschwingen sind aschgrau, oft schiefergrau getönt. Die Spitzen der Schwungfedern sind schwarz. Die Unterseite der Flügel, einschließlich der Unterflügeldecken sind aschgrau. Die Federn der Schienbeins sind dunkel oder schwarz. Die Iris ist rötlich braun, der Schnabel bläulich hornfarben und die Fußwurzeln und Zehen dunkelgelb. Jungtiere haben wie erwachsene Tiere eine Haube. Die Oberseite ist bräunlicher als beim ausgewachsenen Vögeln. Die Federn der Flügeldecken haben feine zimtfarbene Spitze und eine gezähnter Wimpelstruktur. Der Hinterhals und die Halsseiten sind cremefarben mit kräftigen dunklen Streifen. Die Seiten des Kopfes sind cremefarben bis ockerfarben, mit einem dunklen Augenstreif. Die Steuerfedern sind grau marmoriert, schmal weiß gespitzt und weisen ein breites schwärzliches Subterminalband auf. Die Unterseite ist im Allgemeinen cremefarben bis ockerfarben, mit feinen Schaft- und markanten dunklen Streifen. Die Unterflügel sind cremefarben bis gelbbraun, die Deckfedern gefleckt und dunkel gestreift. Die Schienbeinfedern sind dunkel mit schmalen gelbbraunen Streifen.

## Lautäußerungen
Der Ruf des Kronenbussards ist ein kraftvoller, schriller Pfiff. Die Rufe von Jungvögeln können rauer und krächzender sein als die von Erwachsenen.

## Fortpflanzung
Der Kronenbussard baut ein großes plattformartiges Nest aus Blättern und ausgelegten Stöcken in einem Baum in zehn bis dreizehn Metern über dem Boden. In dieses legt das Weibchen ein Ei. Ein Gelege besteht nur aus einem Ei. Das Ei ist cremefarben oder undurchsichtig weiß mit grauen Flecken. Es wird zwischen August und Oktober gelegt werden und schlüpft etwa 45 Tage später, im November bzw. Dezember. Während der Brutzeit kümmert sich das Weibchen zu ca. 90 % um das Küken. Dieses Kümmern zieht sich über die gesamte Entwicklungsphase vom Schlüpfen bis zur vollständigen Entwicklung. Währenddessen kümmert sich das Männchen um die Nahrungsbesorgung. Nach dem Schlüpfen bleibt das Küken etwa 65 bis 70 Tage im Nest, während beide Eltern das Küken mit Futter versorgen. Nach dem Verlassen des Nests kann der Jungvogel oder der subadulte Vogel einige Zeit beim Altvogel bleiben, bevor er die völlige Unabhängigkeit erlangt.

## Verhalten und Ernährung
Der Kronenbussard ernährt sich von kleinen bis mittelgroßen Beutetieren, die er entweder selbst getötet oder tot aufgefunden hat. Seine Nahrung besteht hauptsächlich aus Säugetieren, insbesondere Gürteltieren z. B. Zwerggürteltier, Borstengürteltiere und Stinktieren wie Weißrüsselskunks. Zu den weiteren Beutetieren zählen Opossums und Nagetiere. Die Beutetiere werden in der Regel lebend gefangen, aber wurde er auch schon dabei beobachtet, wie er sich an Kadavern von Sumpfhirschen, Schafen und einem überfahrenen Maikong bediente. Eine untergeordnete Bedeutung in der Nahrung scheinen Reptilien, obwohl keine Reptiliengruppe in der Ernährung dominiert. Zu den Beutetieren unter den Reptilien zählen Tupinambinae, Schlangen der Gattungen Philodryas und Bothrops und Schildkröten wie Chelonoidis. Zu den selteneren Beutetieren zählen Vögel wie Steißhühner der Gattung Rebhuhntinamus oder Insekten. Der Kronenbussard ist eine relativ scheue Art, die meist einzeln, paarweise oder in Dreiergruppen vorkommt. Diese Vögel sind oft dämmerungsaktiv und suchen vorwiegend in den frühen Morgenstunden und in geringerem Maße nachmittags nach Nahrung. Er jagt im Allgemeinen von einer Ansitzwarte aus.

## Verbreitung und Lebensraum

Verbreitungsgebiet (grün) des Kronenbussards

Der Kronenbussard bevorzugt offene und halboffene Lebensräumen, die aus gemischtem offenem Grasland, Buschland, Savanne, Sumpf und offenen Wäldern in Tieflandgebieten besteht. Zumindest im südlichen Teil des Verbreitungsgebiets der Art ist das Vorhandensein von großen Bäume wie Prosopis und Geoffroea decorticans, die zum Nisten und Schlafen genutzt werden, ein wichtiges Element seines Lebensraums.

## Etymologie und Forschungsgeschichte
Die Erstbeschreibung des Kronenbussards erfolgte 1817 durch Louis Pierre Vieillot unter dem wissenschaftlichen Namen Harpyia coronata. Als Verbreitungsgebiet gab er Paraguay an, basierend auf Aguila de la coronada von Félix de Azara. 1830 führte René Primevère Lesson die neue Gattung Buteogallus ein. Für die Art nannte er den Typus Buteogallus cathartoides, heute ein Synonym für den Rotbauchbussard. Der Begriff Buteogallus ist in Wortgebilde aus Buteo Lacépède, 1799 und Gallus Brisson, 1760. Das Wort Buteo war ein neuer Gattungsname für Falco buteo Linnaeus, 1758, also für den Mäusebussard und lässt sich von lateinisch buteo, buteonis ‚Bussard‘ ableiten. Gallus hat seinen Ursprung in lateinisch gallus ‚Hahn, Hofhahn‘. Der Artname coronatus hat seinen Ursprung in lateinisch coronatus, coronare, corona ‚gekrönt, krönen, Krone‘. Alfred Laubmann hatte für sein Werk Die Vögel von Paraguay keinen Balg zur Verfügung. In der Literatur betrachtete Laubmann nur Fortin Page am Río Pilcomayo durch John Graham Kerr und das Departamento Alto Paraná durch Arnaldo de Winkelried Bertoni als Nachweis für das Land. Laubmann stellte die Art in die Gattung Harpyhaliaetus Lafresnaye, 1842, der die Gattung wiederum für den Kronenadler eingeführt hatte. Neuere Mitochondriale-DNA-Untersuchungen zeigen, dass der Einsiedlerbussard (Buteogallus solitarius) eine Schwestergruppe mit dem Kronenadler bildet.